# Garin Cecchini
Garin Cecchini (né le 20 avril 1991 à Sulphur, Louisiane, États-Unis) est un joueur de troisième but des Brewers de Milwaukee de la Ligue majeure de baseball.

## Carrière
Garin Cecchini est repêché par les Red Sox de Boston au 4e tour de sélection en 2010. Il fait ses débuts dans le baseball majeur avec Boston le 1er juin 2014 et, à ce premier match, réussit aux dépens du lanceur Juan Oviedo des Rays de Tampa Bay son premier coup sûr au plus haut niveau.
Il dispute 11 matchs pour les Red Sox en 2014 et deux autres en 2015. Il réussit un coup de circuit et récolte 4 points produits. Son premier circuit dans les majeures est réussi contre Jake Odorizzi des Rays le 24 septembre 2014.
Le 10 décembre 2015, son contrat est vendu aux Brewers de Milwaukee.